# Камениця (Тухольський повіт)
Камениця (пол. Kamienica) — село в Польщі, у гміні Ґостицин Тухольського повіту Куявсько-Поморського воєводства.
У 1975-1998 роках село належало до Бидгощського воєводства.